# سن لاتسارو دی ساونا
سَن لَتزَرو دی سَوِنا (به ایتالیایی: San Lazzaro di Savena) یک منطقهٔ مسکونی در ایتالیا است که در استان بولونیا واقع شده‌است.

## خصوصیات
سن لاتسارو دی ساونا ۴۴ کیلومترمربع مساحت و ۳۲٬۱۵۵ نفر جمعیت دارد و ۶۲ متر بالاتر از سطح دریا واقع شده‌است.